# Kenny Perry

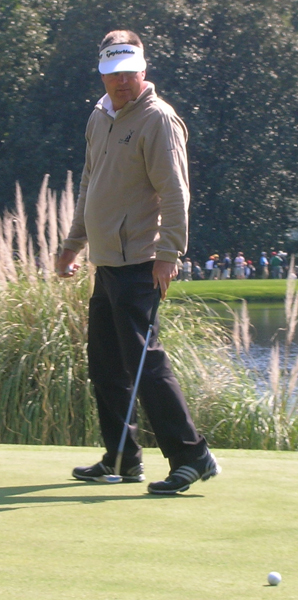
Masters 2009

James Kenneth Perry (Elizabethtown, Kentucky, 10 augustus 1960) is een Amerikaans golfprofessional.
Hoewel Perry in Elizabethtown werd geboren, woonde hij het grootste deel van zijn jeugd in Franklin, ook in Kentucky. Samen met zijn vader oefende Perry reeds als 7-jarig mannetje urenlang op de drivingrange. Hij ging naar school op de Franklin-Simpson High School, en later op de Lone Oak High School in McCracken County. Daarna ging hij naar de Western Kentucky University.

## Mini Tours
In 1982 werd hij professioneel golfer. Tweemaal mislukte het om via de Tourschool toegang te krijgen tot de Amerikaanse PGA Tour, dus de eerste jaren speelde Mini Tours. Voor zijn derde poging op de Tourschool vindt hij twee sponsors en haalt zijn spelerskaart. De ene sponsor geeft hem een normale lening, de andere sponsor, David Lipscomb University (nu Lipscomb University) wil liever 5% van zijn toekomstige verdiensten krijgen. Deze afspraak loopt nog steeds, en er worden studiebeurzen mee gefinancierd.

## US PGA Tour
In mei 1987 wordt hij 4de bij de Panasonic Las Vegas Invitational, en betaalt al zijn leningen af. 

Zijn eerste overwinning is de Memorial Tournament, georganiseerd door Jack Nicklaus. Hij eindigt het seizoen op de 5de plaats van de Amerikaanse Order of Merit.
Perry blijft op de Amerikaanse PGA Tour spelen. Zijn laatste seizoen is ook zijn sterkste seizoen. In 2008 wint hij drie toernooien, waardoor hij automatisch zijn plaats verdient in het Ryder Cup team, dat in zijn eigen staat speelde.

#### Overwinningen
- 1991: Memorial Tournament (-15) na play-off tegen Hale Irwin
- 1994: New England Classic (-16)
- 1995: Bob Hope Chrysler Classic (-25)
- 2001: Buick Open (-25)
- 2003: Bank of America Colonial (-19), Memorial Tournament (-13), Greater Milwaukee Open (-12)
- 2005: Bay Hill Invitational (-12), Bank of America Colonial (-19)
- 2008: Memorial Tournament (-8), Buick Open (-19), John Deere Classic (-16) na play-off tegen Brad Adamonis en Jay Williamson
- 2009: FBR Open

Champions Tour
- US Senior Open

#### Teams
- Presidents Cup: 1996 (winnaars), 2003 (tie), 2005 (winnaars)
- Ryder Cup: 2004, 2008 (winnaars)

#### Trivia
In 2002 ontvangt Perry de Charles Bartlett Award. Deze wordt door de 'Golf Writers Association of America' uitgereikt aan golfprofessionals die bijdragen aan het verbeteren van de wereld. 
In 1995 koopt Perry een stuk land in zijn woonplaats Franklin, en legt daar een openbare 18-holes golfbaan aan, Country Creek.

## Records
- Tussen 2003 en 2005 stond hij vijftig weken in de Top-10 van de wereldrangorde.
- In 2006 bereikte hij als 10de speler op de US PGA Tour de magische grens van $20.000.000 prijzengeld. Vroeg in 2006 werd hij aan zijn knie geopereerd, en moest twee maanden rust nemen, maar het kostte hem een vol jaar om weer goed te kunnen spelen. In 2008 wint hij weer drie toernooien en plaatst zich voor een plaats in het Ryder Cup team. Het Amerikaanse team wint de Cup voor het eerst sinds 1999.
- In 2008 werden Perry en J.B. Holmes tot 'Kentuckians of the Year' verkozen vanwege hun bijdrage aan de overwinning van de Ryder Cup.
- Perry is de Amerikaanse speler die het meeste geld heeft verdiend zonder ooit een Major te hebben gewonnen.
- Samen met Ángel Cabrera stond hij in 2009 na drie dagen aan de leiding bij de Masters, dat betekende zijn doorbraak bij het internationale publiek.